# Mac Pro
Mac Pro es una serie de estaciones de trabajo y servidores de gama alta creados por Apple. Los Mac Pro son unos de los modelos más potentes de Apple, diseñados para usos profesionales que sean demandantes de muchos recursos computacionales. Desde su primera versión de 2006, hasta la versión 2019, los Mac Pro traen procesadores Intel, basados en la tecnología Intel Xeon. El modelo 2023 de la Mac Pro, en cambio, trae un chip Apple M2 Ultra, en el marco de la transición de la compañía a procesadores de fabricación propia. En la actualidad, los modelos vigentes de esta línea son el Mac Pro 2013, el Mac Pro 2019 y el Mac Pro 2023.  
La línea de equipos fue lanzada originalmente por Apple el 7 de agosto del 2006 en la WWDC, con el fin de reemplazar al Power Mac G5, y, en conjunto con la entonces vigente línea de servidores Xserve, completar la transición a la plataforma Intel de la compañía en aquella época.

## Historia

### Desarrollo del primer Mac Pro
Un reemplazo en Intel para el Power Mac G5 se venía esperando tiempo antes del lanzamiento del Mac Pro. El iMac, el Mac Mini, el MacBook y el MacBook Pro ya habían transicionado a la arquitectura Intel comenzando en enero de 2006, dejando el Power Mac G5 como la única máquina de la línea Mac aún basada en la plataforma Power. La especulación sobre el reemplazo del G5 era ya común. Los rumores inicialmente esperaban una máquina físicamente diferente al preexistente G5 y consideraron diversas configuraciones internas, basadas en los distintos chipsets disponibles, pero la coincidencia del lanzamiento de un nuevo chip Xeon basado en la arquitectura Intel Core 2 para estaciones e trabajo, justo antes de la Worldwide Developers Conference (WWDC) de 2006 hizo que fuese obvio que la máquina esperada estaría basado en él. Incluso el nombre era obvio; Apple había desechado el término "Power" de todas las demás máquinas de su línea, a la par que había comenzado a usar "Pro" en sus portátiles de la gama profesional. Como tal, el nombre "Mac Pro" era ampliamente usado antes del anuncio de la máquina.

El Mac Pro fue anunciado en la WWDC de 2006 por Steve Jobs, quien dijo, con respecto a la inclusión de procesadores Intel en la Mac Pro:
Apple ha completado satisfactoriamente la transición hacia el uso de procesadores Intel en tan sólo siete meses; en 210 días para ser exactos. 
El modelo inicial poseía 2 procesadores Intel Xeon de doble núcleo sobre el zócalo LGA771, 4 bahías de 3,5" para unidades de almacenamiento SATA II, 2 bahías de 5,25" para unidades de disco óptico de 5,25" PATA, y 8 ranuras para memoria RAM DDR2 con dos buses independientes a 800 MHz, soportando un máximo de 32 GiB), ECC FB-DIMM. El equipo incorporaba 4 ranuras de expansión PCI Express (PCIe), con ancho de banda variable por software.
Los Xeon generan mucho menos calor que los PowerPC G5 que se utilizaban anteriormente, por lo cual el tamaño del sistema de refrigeración pudo ser reducido considerablemente. Esto permitió dejar más espacio en el gabinete, duplicando el número de bahías de 3,5", y el de 5,25", que pasaron de 2 a 4 y de 1 a 2, respectivamente. Además se rediseñaron las ranuras de expansión y los puertos I/O tanto delanteros como traseros. A diferencia de otros modelos de Mac de su momento, el primer Mac Pro no incluía un puertos receptor de infrarrojos, por esto el software Front Row no podía originalmente ser utilizado en este sistema. Esta limitación fue subsanada con el lanzamiento de Mac OS X 10.5 "Leopard".
El Mac Pro es una estación de trabajo similar a otras estaciones de trabajo UNIX como las previamente fabricadas por Sun Microsystems Aunque el mercado técnico de altas prestaciones no ha sido un área tradicional de especial fuerza para Apple, la compañía se ha estado posicionando como un líder en los sistemas de edición digital no lineal para vídeo de alta definición, que requiere unas capacidades de almacenamiento y memoria mucho más altas que una computador doméstico tradicional. Adicionalmente, los codecs empleados en estas aplicaciones son habitualmente altamente dependientes de la CPU y altamente paralelizables en hilos, acelerándose casi linealmente con la inclusión de nuevos núcleos de procesamiento. La máquina que previamente destinada con Apple a este mercado, el Power Mac G5, tenía hasta dos procesadores de doble núcleo, pero carecía de la capacidad de almacenamiento del nuevo diseño.

### Inconvenientes en la Unión Europea
El modelo 2013 del Mac Pro dejó de ser vendido en la Unión Europea desde el 1 de marzo de 2013, debido cambios en la normativa de dicha región a partir de esa fecha, ya que sus componentes incumplían los estándares europeos. Los países fuera de la UE no se vieron afectados.
Sin embargo, Apple hizo ajustes al Mac Pro, lo cual permitió que volvieran al mercado de la Unión Europea en febrero de 2014 y, por tanto, actualmente no persiste el problema en esta región.

### Recepción inicial
En general, el Mac Pro fue bien recibido entre la prensa. La combinación de alto rendimiento, ampliabilidad razonable, funcionamiento muy silencioso y la calidad de su diseño mecánico hizo que su versión original apareciera como el sistema contra el que los demás sistemas se compararían. La plataforma Xeon, sin embargo, al ser la plataforma de más alta gama de intel, no está orientada a un usuario general. A pesar de esto, los procesadores Xeon de la época tenían un precio competitivo con respecto al de las plataformas PC de escritorio de altas prestaciones, permitiendo por tanto a Apple vender un sistema muy potente igualmente a precios muy competitivos, incluso por medios que normalmente no reseñan los productos Apple.

## Modelos obsoletos

### Modelos 2006-2012
Los siguientes modelos están obsoletos:
| Componente                                          | Intel Xeon (microarquitectura Core) | Intel Xeon (microarquitectura Core) | Intel Xeon (microarquitectura Nehalem) | Intel Xeon (microarquitectura Nehalem y microarquitectura Westmere) | Intel Xeon (microarquitectura Nehalem y microarquitectura Westmere) |
| Modelo                                              | Mediados 2006 | Principios 2008 | Principio 2009 | Mediados 2010 | Mediados 2012 |
| --------------------------------------------------- | --- | --- | --- | --- | --- |
| Fechas de lanzamiento                               | 7 de agosto de 2006 4 de abril de 2007 Opcional: 3.0 GHz Quad-core Xeon "Clovertown" | 8 de enero de 2008 | 3 de marzo de 2009 4 de diciembre de 2009 Opcional: 3.33 GHz Quad-core Xeon "Bloomfield" | 9 de agosto de 2010 | 11 de junio de 2012 |
| Nº de Modelo                                        | MA356*/A | MA970*/A | MB871*/A MB535*/A | MC560*/A MC250*/A MC561*/A | MD770*/A MD771*/A MD772*/A |
| Nº de versión                                       | MacPro1,1 MacPro2,1 Optional 3.0 GHz Quad-core Xeon "Clovertown" | MacPro3,1 | MacPro4,1 | MacPro5,1 | MacPro5,1 |
| Modo EFI                                            | EFI32 | EFI64 | EFI64 | EFI64 | EFI64 |
| Modo predeterminado del Kernel                      | 32-bit | 32-bit in Mac OS X (client), 64-bit in Mac OS X Server | 32-bit in Mac OS X (client), 64-bit in Mac OS X Server | 64-bit | 64-bit |
| Chipset                                             | Intel 5000X | Intel 5400 | Intel X58 | Intel X58 | Intel X58 |
| Procesador                                          | Two 2.66 GHz (5150) Dual-core Intel Xeon "Woodcrest" Opcional 2.0 GHz (5130), 2.66 GHz or 3.0 GHz (5160) Dual-core or 3.0 GHz (X5365) Quad-core Intel Xeon "Clovertown"                                                                                            | Two 2.8 GHz (E5462) Quad-Core Intel Xeon "Harpertown" Opcional two 3.0 GHz (E5472) or 3.2 GHz (X5482) Quad-core processors or one 2.8 GHz (E5462) Quad-core processor                                                                | One 2.66 GHz (W3520) Quad-Core Intel Xeon "Bloomfield" or two 2.26 GHz (E5520) Quad-core Intel Xeon "Gainstown" with 8 MiB of L3 caché Opcional 2.93 GHz (W3540) or 3.33 GHz (W3580) Intel Xeon Quad-core Intel Xeon "Bloomfield" processors or two 2.66 GHz (X5550) or 2.93 GHz (X5570) Quad-core Intel Xeon "Gainstown" processors | One 2.8 GHz Quad-Core "Bloomfield" Intel Xeon (W3530) processor with 8 MiB of L3 cache or two 2.4 GHz Quad-Core "Gulftown" Intel Xeon (E5620) processors with 12 MiB of L3 caché or two 2.66 GHz 6-core "Gulftown" Intel Xeon (X5650) processors with 12 MiB of L3 caché Opcional 3.2 GHz Quad-Core "Bloomfield" (W3565) or 3.33 GHz 6-core "Gulftown" (W3680) Intel Xeon processors or two 2.93 GHz 6-core (X5670) Intel Xeon "Gulftown" processors | One 3.2 GHz Quad-Core Intel Xeon (W3565) processor with 8 MiB of L3 caché or two 2.4 GHz 6-Core Intel Xeon (E5645) processors with 12 MiB of L3 caché Opcional 3.33 GHz 6-Core (W3680), two 2.66 GHz 6-core (X5650), or two 3.06 GHz 6-core (X5675) Intel Xeon processors |
| Bus del sistema                                     | 1333 MHz | 1600 MHz | 4.8 GT/s(Quad-core models only) or 6.4 GT/s | 4.8 GT/s (Quad-core models only), 5.86 GT/s(8-core models only) or 6.4 GT/s | 4.8 GT/s (Quad-core models only), 5.86 GT/s(12-core models only) or 6.4 GT/s |
| Bus del sistema                                     | Front-side bus | Front-side bus | QuickPath Interconnect | QuickPath Interconnect | QuickPath Interconnect |
| Memoria                                             | 1 GiB (two 512 MiB) of 667 MHz DDR2 ECC fully buffered DIMM Expandable to 16 GiB (Apple), 32 GiB (Actual) | 2 GiB (two 1 GiB) of 800 MHz DDR2 ECC fully buffered DIMM Expandable to 32 GiB | 3 GiB (three 1 GiB) for UP quad-core or 6 GiB (six 1 GiB) for DP 8-core of 1066 MHz DDR3 ECC DIMM Expandable to 16 GiB on Quad-core models (although expandable to 32 GiB using 3rd party 4×8 GiB DIMMS), and 32 GiB in 8-core models                                                                                                | 3 GiB (three 1 GiB) for quad- and 6-core models or 6 GiB (six 1 GiB) for 8- and 12-core models Expandable to 32 GiB on Quad-core models, and 64 GiB in 8- and 12-core models (although expandable to 96 GiB using 3rd party 6×16 GiB DIMMS) | 6 GiB (three 2 GiB) for quad- and 6-core models or 12 GiB (six 2 GiB) for 12-core models Expandable to 32 GiB on Quad- and 6-core models, and 64 GiB in 12-core models (although expandable to 96 GiB using 3rd party 6×16 GiB DIMMS)                                     |
| Gráficos Expandible a 4 tarjetas gráficas           | nVidia GeForce 7300 GT with 256 MiB of GDDR3 SDRAM (single-link and dual-link DVI ports) Opcional ATI Radeon X1900 XT with 512 MiB GDDR3 SDRAM (two dual-link DVI ports) or nVidia Quadro FX 4500 with 512 MiB GDDR3 SDRAM (stereo 3D and two dual-link DVI ports) | ATI Radeon HD 2600 XT with 256 MiB of GDDR3 SDRAM (two dual-link DVI ports) Opcional nVidia GeForce 8800 GT with 512 MiB GDDR3 SDRAM (two dual-link DVI ports) or nVidia Quadro FX 5600 1.5 GiB (stereo 3D, two dual-link DVI ports) | nVidia GeForce GT 120 with 512 MiB of GDDR3 SDRAM (one mini-DisplayPort and one dual-link DVI port) Opcional ATI Radeon HD 4870 with 512 MiB of GDDR5 SDRAM (one Mini DisplayPort and one dual-link DVI port) | ATI Radeon HD 5770 with 1 GiB of GDDR5 memory (two Mini DisplayPorts and one dual-link DVI port) Opcional ATI Radeon HD 5870 with 1 GiB of GDDR5 memory (two Mini DisplayPorts and one dual-link DVI port) | ATI Radeon HD 5770 with 1 GiB of GDDR5 memory (two Mini DisplayPorts and one dual-link DVI port) Opcional ATI Radeon HD 5870 with 1 GiB of GDDR5 memory (two Mini DisplayPorts and one dual-link DVI port)                                                                |
| Disco duro 7200-rpm a menos que se especifique otra | 250 GB Serial ATA with 8 MiB caché Opcional 500 GB with 8 MiB cache or 750 GB with 16 MiB cache | 320 GB Serial ATA with 8 MiB caché Opcional 500 GB, 750 GB, or 1 TB Serial ATA with 16 MiB cache or 300 GB Serial Attached SCSI, 15,000-rpm with 16 MiB cache                                                                        | 640 GB Serial ATA with 16 MiB caché Opcional 1 TB or 2 TB Serial ATA drives with 32 MiB cache | 1 TB Serial ATA with 32 MiB caché Opcional 1 TB or 2 TB Serial ATA drives with 32 MiB cache or 512 GiB Solid State Drives | 1 TB Serial ATA with 32 MiB caché Opcional 1 TB or 2 TB Serial ATA drives with 32 MiB cache or 512 GiB Solid State Drives |
| Unidad óptica                                       | 16× SuperDrive with double-layer support (DVD±R DL/DVD±RW/CD-RW) | 16× SuperDrive with double-layer support (DVD±R DL/DVD±RW/CD-RW) | 18× SuperDrive with double-layer support (DVD±R DL/DVD±RW/CD-RW) | 18× SuperDrive with double-layer support (DVD±R DL/DVD±RW/CD-RW) | 18× SuperDrive with double-layer support (DVD±R DL/DVD±RW/CD-RW) |
| AirPort Extreme                                     | Opcional 802.11a/b/g and draft-n (n disabled by default) | Opcional 802.11a/b/g and draft-n (n-enabled) | Opcional 802.11a/b/g and draft-n (n-enabled) | Built-in 802.11a/b/g/n | Built-in 802.11a/b/g/n |
| Versión del sistema soportada máxima                | OS X 10.7 "Lion" (Unofficially, can run OS X 10.8 "Mountain Lion" with an upgrade to a supported graphics card and EFI64 emulation) | OS X El Capitan | OS X El Capitan | macOS Sierra | macOS Sierra |

### Mac Pro Server
El 5 de noviembre de 2010, Apple presentó el Mac Pro Server, que sustituyó oficialmente la línea Xserve de servidores de Apple el 31 de enero de 2011. El primer Mac Pro Server venía con un número ilimitado de Mac OS X Server y una licencia de Intel a 2,8 GHz Quad-Core, con 8 GiB de memoria RAM DDR3.
Solos las versiones 2010 y 2012 del Mac Pro tienen variantes Mac Pro Server.Los Mac Pro Server, por tanto, están descontinuados. Además, la funcionalidad de servidores de Mac OS X Server dejó de darse como una versión separada del sistema operativo, y empezó a integrarse en versiones de Mac OS X Lion.